# Нерелігійність в Саудівській Аравії
Саудівська Аравія є абсолютною теократичною монархією, державна релігія — іслам сунітського толку. Віровідступництво карається стратою.
У зв'язку з цим частка нерелігійного населення не піддається адекватній оцінці. Атеїсти та агностики регулярно зазнають репресій з боку влади й можуть спілкуватися тільки підпільно або через Інтернет. За даними опитування інституту Геллапа, частка нерелігійного населення в країні становить 19 %, частка атеїстів — 5 %.
У березні 2014 року Міністерство внутрішніх справ Саудівської Аравії оголосило всіх саудівських атеїстів «терористами», а сам тероризм, на їх думку, — це «заклик до атеїстичного мислення в будь-якій формі або спроба поставити під сумнів основні принципи ісламської релігії, що лежать в основі держави».